# 西山茂 (政治家)

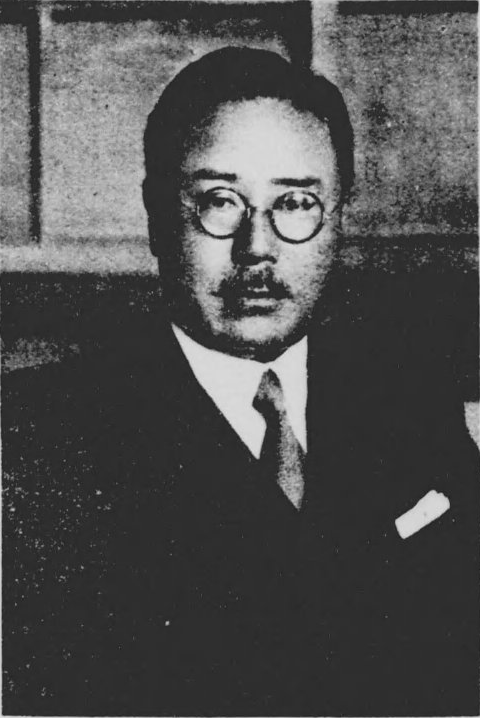
西山 茂

西山 茂（にしやま しげる、1879年（明治12年）7月31日 - 没年不詳）は、日本の内務官僚。佐賀県唐津市長。

## 経歴
福岡県三池郡銀水村（現在の大牟田市）出身。京都帝国大学法科大学選科に在学中の1910年（明治43年）、高等文官試験に合格。さらに高等学校卒業学力検定試験に合格して本科に移り、翌年に卒業した。関東都督府属、同警視、同事務官・旅順民政署長、関東庁事務官・奉天警察署長、同警務課長などを歴任。1930年（昭和5年）、北海道庁土木部長に就任し、さらに内務部長に転じた。
退官後の1936年（昭和11年）に唐津市長に選出された。

## 親族
- 田尻生五 - 妻の弟。衆議院議員、日本製鉄株式会社取締役。
- 佐々部晩穂－妻の弟。松坂屋（現J.フロント リテイリング・大丸松坂屋百貨店）・東海銀行・中部日本放送（CBC）の各会長を歴任後、晩年は名古屋商工会議所会頭を務めた。